# 法哈德·法希爾
阿卜杜勒·哈米德·穆罕默德·法哈德·法茲爾（英語：Fazil (director)，1982年8月8日—）或稱藝名法哈德·法希爾（英語：Fahadh Faasil），印度男演員及製片人，主要從事馬拉雅拉姆語和泰米爾語電影的工作。他已贏得諸多獎項，包涵蓋印度國家電影獎、喀拉拉邦電影獎和南印度電影觀眾獎。

## 早年
法哈德·法希爾生於喀拉拉邦阿勒皮，是導演法茲爾之子。他有兩個姊妹，艾哈邁達（Ahameda）和法蒂瑪（Fatima），還有一個演員弟弟法爾漢。法哈德曾就讀勞倫斯學校、選擇學校和薩那塔納佛法學院，之後至美國佛羅里達州的邁阿密大學攻讀哲學碩士學位。

## 私生活
2014年1月20日，他與馬拉雅拉姆演員娜兹莉亚·那齐姆訂婚；2014年8月21日在特里凡得琅結婚。兩人在電影《班加羅爾的日子》（2014年）片場中熟識了彼此，他們在片中扮演一對夫妻。法哈德透露，雙方父母在安排婚姻方面發揮了關鍵作用。2024年，法哈德透露自己被診斷出患有注意力不足過動症。

## 外部連結
- 法哈德·法希爾在互联网电影资料库（IMDb）上的資料（英文）